# 이문로
이문로(里門路)는 서울특별시 동대문구 시조사삼거리에서 시작해 동대문구 이문동 247-1에서 끝나는 왕복 4~6차선 도로이다. 이 도로의 총 연장은 2.07Km이다. 성북구 석관동 일부지역의 경우 이문로는 아니지만, 이문로에서 파생된 길들을 주소로 부여받았다.(이문로 51길, 54길 등)

## 역사
- 1972년 11월 26일 : 도로가 지나는 이문동에서 유래한 이름인 이문로로 명명[1]
- 2010년 4월 22일 : 이문로와 돌곶이로를 합하여 시조사삼거리~월계로 4.3 km 구간이 됨[2]
- 2010년 5월 : 동대문구-성북구간의 복잡한 경계와 도로명주소 부여절차 변경에 따른 행정 구역 오해의 가능성을 고려하여, 동대문구 관할만 이문로로 남기고(2.077 km) 성북구 관할은 돌곶이로(2.28 km)로 변경하였다.
- 장위뉴타운, 이문/휘경뉴타운에 따른 교통량 증가가 예상된다

서울특별시
- 동대문구

## 노선
- 시조사삼거리 - 회기동 - 휘경동 - 이문동/외대 -구경계

## 연결 도로
이문로의 기점인 시조사삼거리에서는 왕산로, 망우로와 만나며, 종점인 구경계에서는 돌곶이로와 만난다.